# Augusto Avancini
Augusto Avancini (28. února 1868 Strigno – 6. červen 1939 Cles) byl rakouský politik italské národnosti z Tyrolska (respektive z Jižního Tyrolska), na počátku 20. století poslanec Říšské rady.

## Biografie
Pocházel ze středostavovské italské rodiny. Jeho otec byl notářem. Dětství strávil v Levico Terme, později se přestěhoval do Trenta, kde začal studovat. Studia ale musel roku 1883 z finančních důvodů ukončit. Nastoupil jako úředník do obchodu. Augusto se od roku 1894 zapojil do socialistického hnutí mezi etnickými Italy v Tyrolsku. Patřil mezi zakladatele Socialistické strany (Partito socialista trentino).
V roce 1902 a 1904 byl zvolen do obecní rady v Trentu. Spolupracoval s italským sociálním demokratem Cesarem Battistim.
Působil i jako poslanec Říšské rady (celostátního parlamentu Předlitavska), kam usedl ve volbách do Říšské rady roku 1907, konaných poprvé podle všeobecného a rovného volebního práva. Byl zvolen za obvod Tyrolsko 06. Po volbách roku 1907 byl uváděn coby člen klubu Skupina italských sociálních demokratů. Ve volbách do Říšské rady roku 1911 nekandidoval, aby místo něj do parlamentu mohl zasednout Cesare Battisti.
Za první světové války žil v Bregenzu. Byl zatčen a souzen v Innsbrucku. Byl vykázán do dolnorakouského města Groß-Siegharts, kde setrval do července 1916. Později během války poskytoval zpravodajské vojenské informace italské armádě. Když důkazy o jeho výzvědné činnosti byly objeveny rakousko-uherskou armádou při průniku do Udine, byl odsouzen na deset měsíců. Znovu byl zatčen v lednu 1918. Na svobodu byl propuštěn 3. listopadu 1918.
Po válce se vrátil do Tyrolska, ale stáhl se z politického života. Zasáhl ho rozkol v řadách socialistů v Tyrolsku mezi reformisty a stoupenci revoluční levice.